# Републикански път III-403
Републикански път IIІ-403 е третокласен път, част от републиканската пътна мрежа на България, преминаващ по територията на области Габрово и Велико Търново. Дължината му е 47,4 км.
Пътят се отклонява наляво при 80 км на Републикански път I-4 северозападно от град Севлиево и се насочва на северозапад. Преминава пре село Кормянско, завива на север, преодолява западната част на Севлиевските височини и слиза в дълбоката долина на река Крапец (ляв приток на Росица). Преминава през село Малки Вършец и при село Агатово достига до билото на Деветашкото плато и завива на изток. Преминава през село Крамолин, навлиза във Великотърновска област и през село Коевци и град Сухиндол достига до югозападната част на град Павликени, където се съединява с Републикански път III-303 при неговия 31,3 км.
| Пътища, отклоняващи се надясно (населено място, № на пътя, посока на пътя) | Км   | Пътища, отклоняващи се наляво (посока на пътя, № на пътя, населено място) |
| -------------------------------------------------------------------------- | ---- | ------------------------------------------------------------------------- |
| Община Севлиево, Област Габрово, I-4, 80 км ←                              | 0,0  | ← 80 км, I-4, Област Габрово, Община Севлиево                             |
| с. Кормянско                                                               | 3,4  | с. Кормянско                                                              |
|                                                                            | 5,4  | ← 58,1 км, III-401 (от 33,5 км на I-4)                                    |
| (за с. Градище) общински път, с. Малки Вършец ←                            | 11,8 | с. Малки Вършец                                                           |
| с. Агатово                                                                 | 18,1 | → с. Агатово, общински път (за с. Брестово)                               |
| (до 7,4 км на III-405) III-3011, 20,8 км, с. Крамолин ←                    | 24,8 | ← с. Крамолин, 20,8 км, III-3011 (от гр. Летница)                         |
| Община Сухиндол, Област Велико Търново                                     | 26,4 | Област Велико Търново, Община Сухиндол                                    |
| с. Коевци                                                                  | 28,5 | с. Коевци                                                                 |
| (за с. Красно градище) общински път, гр. Сухиндол ←                        | 35,3 | гр. Сухиндол                                                              |
|                                                                            | 38,4 | → общински път (за с. Димча)                                              |
| Община Павликени, (за с. Красно градище) общински път ←                    | 39,9 | Община Павликени                                                          |
|                                                                            | 41,2 | → общински път (за с. Димча)                                              |
|                                                                            | 46,4 | → общински път (за с. Върбовка)                                           |
| (до 80,6 км на III-609) III-303, 31,3 км, гр. Павликени ←                  | 47,4 | ← гр. Павликени, 31,3 км, III-303 (от с. Българене)                       |